# Helicops infrataeniatus
Helicops infrataeniatus é uma serpente da gênero Helicops conhecida também como cobra-d'água. A espécie apresenta coloração dorsal marrom com três faixas dorsais escuras. É encontrada de São Paulo até o Uruguai e áreas adjacentes da Argentina.
A coloração ventral dos indivíduos varia com o ambiente em que este vive, existem 3 padrões de coloração ventral, o trilineado, que apresenta três linhas negras sobre um fundo amarelo, o tipo intermediário, este pode iniciar com o trilineado, surgindo barras transversáis isoladas, tais barras vão se amiudando até ficar como o xadrezado, o padrão que apresenta as linhas pretas interligadas por barras pretas transversais, ficando meia escama clara alternadamente dos dois lados, e o fundo varia do amarelo ao vermelho.
É uma espécie "facultativamente vivípara" dando à luz a cerca de 25 filhotes de cada vez. Alimentam-se principalmente peixes, anfíbios (adultos e em estado larval) e crustáceos. Esta espécie não apresenta dentes injetores de veneno.